# Rallye d'Andalousie 2020
Navigation
Édition suivante
Le Rallye d'Andalousie 2020 (en espagnol : Andalucia Rally est la 1re édition du Rallye d'Andalousie. Il se déroule du 6 au 10 octobre 2020 en Espagne.

## Présentation
À cause de la pandémie de Covid-19, le Rallye du Maroc est annulé. Afin de permettre aux équipages d'avoir du roulage avec le Rallye Dakar 2021 (et notamment pour permettre aux motards débutants d'avoir suffisamment de kilomètres de course pour valider leur inscription), David Castera, via sa société ODC Events, organise cet événement à Villamartín. 
En janvier 2021, il est annoncé qu'une 2e édition aura lieu au mois de mai, et que celle-ci fera partie de la Coupe du monde des rallyes tout-terrain.

## Parcours
Le rallye est organisé en boucle, avec un prologue et 4 étapes, autour de Villamartín.

## Participants

### Nombre de participants
| Motos/Quads | Autos/SSV | Total |
| ----------- | --------- | ----- |
| 68          | 58        | 126   |

## Vainqueurs d'étapes
| Étape | Étape                     | Moto              | Auto                               |
| ----- | ------------------------- | ----------------- | ---------------------------------- |
| 1,    | Villamartín - Villamartín | Kevin Benavides   | Yazeed Al-Rajhi Dirk von Zitzewitz |
| 2,    | Villamartín - Villamartín | Ross Branch       | Nasser Al-Attiyah Mathieu Baumel   |
| 3,    | Villamartín - Villamartín | Joan Barreda Bort | Nasser Al-Attiyah Mathieu Baumel   |
| 4,    | Villamartín - Villamartín | Daniel Sanders    | Carlos Sainz Lucas Cruz            |

## Leaders du classement général après chaque étape
| Étape | Étape                     | Moto            | Auto                               |
| ----- | ------------------------- | --------------- | ---------------------------------- |
| 1     | Villamartín - Villamartín | Kevin Benavides | Yazeed Al-Rajhi Dirk von Zitzewitz |
| 2     | Villamartín - Villamartín | Kevin Benavides | Nasser Al-Attiyah Mathieu Baumel   |
| 3     | Villamartín - Villamartín | Kevin Benavides | Nasser Al-Attiyah Mathieu Baumel   |
| 4     | Villamartín - Villamartín | Kevin Benavides | Nasser Al-Attiyah Mathieu Baumel   |

## Classements finaux

### Motos
| Pos. | Pilote                             | Constructeur | Temps            | Écart            |
| 1    | Kevin Benavides                    | Honda        | 10 h 30 min 51 s | —                |
| 2    | Adrien van Beveren                 | Yamaha       | 10 h 38 min 33 s | + 7 min 42 s     |
| 3    | Lorenzo Santolino                  | Sherco       | 10 h 38 min 45 s | + 7 min 54 s     |
| 4    | Toby Price                         | KTM          | 10 h 43 min 13 s | + 12 min 22 s    |
| 5    | Joan Barreda Bort                  | Honda        | 10 h 53 min 30 s | + 22 min 39 s    |
| 6    | Matthias Walkner                   | KTM          | 10 h 54 min 20 s | + 23 min 29 s    |
| 7    | Jamie McCanney                     | Yamaha       | 10 h 55 min 04 s | + 24 min 13 s    |
| 8    | Franco Caimi                       | Yamaha       | 10 h 55 min 36 s | + 24 min 45 s    |
| 9    | Xavier de Soultrait                | Husqvarna    | 10 h 55 min 45 s | + 24 min 54 s    |
| 10   | Adam Tomiczek                      | KTM          | 10 h 55 min 51 s | + 26 min 00 s    |
| 11   | Daniel Sanders                     | KTM          | 10 h 57 min 18 s | + 26 min 27 s    |
| 12   | José Ignacio Cornejo               | Honda        | 10 h 58 min 13 s | + 27 min 22 s    |
| 13   | Andrew Short                       | Yamaha       | 11 h 04 min 39 s | + 33 min 48 s    |
| 14   | Ricky Brabec                       | Honda        | 11 h 04 min 41 s | + 33 min 50 s    |
| 15   | Skyler Howes                       | KTM          | 11 h 08 min 06 s | + 37 min 15 s    |
| 16   | Ross Branch                        | KTM          | 11 h 10 min 55 s | + 40 min 04 s    |
| 17   | Kenny Gilbert                      | KTM          | 11 h 14 min 08 s | + 43 min 17 s    |
| 18   | Sebastian Bühler                   | Hero         | 11 h 18 min 04 s | + 47 min 13 s    |
| 19   | Mario Patrao                       | KTM          | 11 h 30 min 09 s | + 59 min 18 s    |
| 20   | Santosh Chunchunguppe Shivashankar | Hero         | 11 h 46 min 59 s | + 1h 16 min 08 s |

### Autos
| Pos. | Pilote               | Copilote           | Constructeur     | Catégorie | Temps            | Écart             |
| 1    | Nasser Al-Attiyah    | Mathieu Baumel     | Toyota           | T1        | 8 h 54 min 09 s  | —                 |
| 2    | Carlos Sainz         | Lucas Cruz         | Mini             | T1        | 8 h 57 min 23 s  | + 3 min 14 s      |
| 3    | Yazeed Al-Rajhi      | Dirk von Zitzewitz | Toyota           | T1        | 9 h 04 min 40 s  | + 10 min 31 s     |
| 4    | Stéphane Peterhansel | Édouard Boulanger  | Mini             | T1        | 9 h 19 min 35 s  | + 25 min 26 s     |
| 5    | Felix Macias         | Jose Luis Conde    | Toyota           | T1        | 9 h 43 min 13 s  | + 49 min 04 s     |
| 6    | Aron Domżała         | Maciej Marton      | Can-Am           | T4        | 9 h 48 min 17 s  | + 54 min 08 s     |
| 7    | Paulo Ferreira       | Jorge Monteiro     | Toyota           | T1        | 9 h 48 min 45 s  | + 54 min 36 s     |
| 8    | Cristina Gutiérrez   | Ignacio Santamaria | Mini             | T1        | 9 h 53 min 17 s  | + 59 min 08 s     |
| 9    | Jérôme Pélichet      | Pascal Larroque    | Optimus          | T1        | 9 h 53 min 49 s  | + 59 min 40 s     |
| 10   | Yasir Seaidan        | Omar Allahim       | Mini             | T1        | 9 h 57 min 12 s  | + 1 h 03 min 03 s |
| 11   | Gerard Farrés        | Armand Monleon     | Can-Am           | T4        | 10 h 01 min 14 s | + 1 h 07 min 05 s |
| 12   | Isidre Esteve Pujol  | Txema Villalobos   | Toyota           | T1        | 10 h 01 min 22 s | + 1 h 07 min 13 s |
| 13   | Mitchell Guthrie     | Ola Fløene         | OT               | T3        | 10 h 03 min 50 s | + 1 h 09 min 41 s |
| 14   | Kevin Hansen         | François Cazalet   | OT               | T3        | 10 h 14 min 15 s | + 1 h 20 min 06 s |
| 15   | Christian Lavieille  | Jean-Pierre Garcin | Sodicars BMW BV6 | T1        | 10 h 14 min 41 s | + 1 h 20 min 32 s |